# 阿姆迪·法耶
阿姆迪·法耶（Amdy Faye，1977年3月12日—）是一名塞內加爾足球運動員，擔任中場。

## 生平

### 球會
安迪·菲爾曾效力法甲摩納哥青年隊，其後短暫加盟低級別的弗雷瑞斯（ES Fréjus）。於1998年重返法甲轉投歐塞爾展開職業球員生涯，期間代表塞內加爾參加韓日世界盃而廣為人識。
2003年夏季以150萬英鎊身價投效英超球會樸茨茅夫。初時一度受傷患困擾，於康復後逐漸鞏固正選席位。2005年1月他以約200萬英鎊轉投紐卡素，但這單交易其後被指涉嫌貪污導致時任樸茨茅夫領隊哈利·列納及球隊高層被拘捕。
在東北部逗留一年半後，安迪·菲爾再次轉換東家，於2006年8月加盟查爾頓，但球隊卻在季後降班收場。為查爾頓於新球季在英冠及英格蘭聯賽盃上陣各1場後，他獲外借到蘇超格拉斯哥流浪一個球季，但未獲重用，期間僅獲派上陣6場，於2008年1月一度返回英格蘭跟隨布力般流浪試訓，但因國際足協規定球員同一季內不可分別效力三支球隊而告吹。
借用期滿後安迪·菲爾返回英格蘭，在史篤城試訓一週後獲得一紙12個月合約。開季時安迪·菲爾為球隊正選，但在次場對米杜士堡因雙腳飛鏟而被球證出示紅牌驅逐離場，導致球隊輸波收場後，他自此遭受冷落，只獲派後補登場。翌季雖然獲得留用，但整季僅在英格蘭聯賽盃1-0擊敗上陣1場，於季後被放棄。
安迪·菲爾跟隨列斯聯操練，於2010年9月9日獲提供至翌年1月的短期合約。

### 國家隊
安迪·菲爾曾代表塞內加爾國家足球隊參加2002年世界盃足球賽，協助球隊進入半準決賽。

## 外部連結
- Amdy Faye player profile at cafc.co.uk
- Amdy Faye player profile[永久] at rangers.co.uk
- 足球数据库：安迪·菲爾的球员统计数据